# Battaglia di Carham
La battaglia di Carham fu combattuta ta le truppe del regno di Scozia e quelle della Northumbria a Carham, sul fiume Tweed, nel 1018 o forse nel 1016.  A volte viene chiamata battaglia di Coldstream, dalla città di Coldstream.
La battaglia fu vinta da Máel Coluim II e da Eogan II di Strathclyde contro Uchtred l'Ardito, earl di Northumbria. C'è chi pensa che questa battaglia assicurò alla Scozia il controllo sul Lothian. Molti altri studiosi pensano invece che il possesso del Lothian era stato riconosciuto a Kenneth di Scozia nel 973 da re Edgardo d'Inghilterra. Sembra che nel 1029 re Canuto il Grande d'Inghilterra, dopo aver invaso la Scozia, abbia riconosciuto il potere di Malcolm sul Lothian. Per molti questo sarebbe però stato il riconoscimento dell'occupazione de facto del Lothian da parte degli Scozzesi risalente al 973.
Dopo la battaglia di Carham gran parte dell'odierna Scozia fu sotto il controllo dei sovrani scozzesi anche se i Vichinghi continuarono ad occupare il Ross, il Caithness, il Sutherland e le isole Ebridi. I Lord del Galloway rimasero semi-indipendenti. Il termine Scozia fu usato per indicare ciò che oggi è in realtà la Scozia a sud del Forth and Clyde Canal. Il regno a nord di questa linea che andava da est a ovest continuò a essere chiamata Scotia ancora per molto tempo. Fu solo dal tempo di re Davide I che gli abitanti del sud-est del regno cominciarono a identificarsi come Scozzesi.